# Dötzenkopf
De Dötzenkopf is een berg in het Berchtesgadener Land in de deelstaat Beieren, Duitsland. De berg heeft een hoogte van 1001 meter.
De Dötzenkopf is onderdeel van het Lattengebergte, dat weer deel uitmaakt van de Berchtesgadener Alpen.